# Kunst im öffentlichen Raum in Hamburg-Osdorf
Diese Liste von Kunst im öffentlichen Raum in Hamburg-Osdorf enthält dauerhaft aufgestellte Kunstwerke auf dem Gebiet des Stadtteils Osdorf der Freien und Hansestadt Hamburg, die sich im öffentlichen Raum befinden und von anerkannten Künstlern und Künstlerinnen geschaffen wurden. Viele dieser Kunstwerke sind durch das Programm Kunst am Bau (und dessen Folgeprogramme) gefördert oder mit öffentlichen Geldern angekauft worden, dies ist aber keine Voraussetzung für die Aufnahme. Ebenso mögen einige dieser Kunstwerke als Kulturdenkmal geschützt sein, aber auch das ist keine Voraussetzung für die Aufnahme in diese Liste.
Bauschmuck ist im Normalfall im Artikel über das Bauwerk darzustellen, und gehört nicht in diese Liste. Streetart kann Aufnahme in die Liste finden, wenn es zu dem konkreten Kunstwerk eine ausführliche Rezeption in der Kunstwissenschaft gibt und ein enzyklopädischer Artikel über die Streetart-Künstler oder -Künstlerin existiert oder vorstellbar wäre. Denkmäler, die an eine Person oder ein Ereignis erinnern, können in die Liste aufgenommen werden, wenn sie ob ihrer zumeist plastischen Gestaltung als Kunstwerk gelten können. Bei reinen Gedenktafeln ist das normalerweise nicht der Fall.
Basis der Zusammenstellung sind Datensätze der Hamburger Kulturbehörde von 2012 und 2018, eine Veröffentlichung der SAGA GWG von 2008, und verschiedene Veröffentlichungen von Kunsthistorikern zum Thema. Eine abschließende Liste von Literatur kann es nicht geben, jedoch ist für jeden Eintrag in die Liste ein konkreter Verweis auf eine amtliche Liste oder anerkannte Sekundärliteratur erforderlich.
Gestohlene oder zerstörte Kunstwerke, die ehemals in Hamburg-Osdorf aufgestellt waren, sind in einer separaten Liste aufgeführt.

## Legende
- Lage: Nennt die nächstgelegene Straße und, wenn vorhanden und sinnvoll, das nächstgelegene Bauwerk (mit Hausnummer) oder das umgebende Gebiet (z. B. einen Park) und gibt nötigenfalls Hinweise zur genauen Lage. Darunter werden - wenn vorhanden - auch die Geo-Koordinaten und das Wikidata-Logo als Verweis auf das Wikidata-Objekt angegeben. Die Spalte ist nach der Adresse sortierbar.
- Künstler/in: Name des Künstlers oder der Künstlerin, die das Kunstwerk geschaffen haben, verlinkt mit dem Wikipedia-Artikel zur Person. Die Spalte ist nach dem Nachnamen sortierbar.
- Beschreibung: Kurzbeschreibung des Werks, immer zuerst: Werktitel (kursiv), dann möglichst Material, Stil, Größe, Dargestelltes, Art der Förderung
- Jahr: Jahr der Fertigstellung des Kunstwerkes, wenn unbekannt dann das Jahr der Aufstellung. Hier kann nur ein einziges Jahr angegeben werden, kein Zeitraum. Weitere zeitliche Details zur Schaffung des Kunstwerkes (von–bis) können in der Beschreibung angegeben werden.
- Quelle: Kulturbehörde, SAGA, Literatur, jeweils mit Fußnote. Diese Angabe ist für eine Aufnahme in die Liste verpflichtend.
- Bild: Bild des Kunstwerks, mit Link auf Commons-Kategorie wenn vorhanden

Hinweis: Die Grundsortierung der Liste erfolgt nach der Adresse. Die Liste ist alternativ nach Künstler, Werktitel, Datierung oder Quelle sortierbar.

## Liste
| Lage                                                                                 | Künstler             | Beschreibung | Jahr            | Quelle        | Bild |  |
| ------------------------------------------------------------------------------------ | -------------------- | --- | --------------- | ------------- | --- |  |
| Blomkamp 61 Generalleutnant-Graf-von-Baudissin-Kaserne, Gebäude 17, Raum 9 (Lage)    | Franz Porsche        | Zugvögel KaB | 1961            | Kulturbehörde | Bild gesucht Die Wikipedia wünscht sich an dieser Stelle ein Bild vom Ort mit diesen Koordinaten 53.57886 9.85742 . Motiv: Blomkamp 61 Falls du dabei helfen möchtest, erklärt die Anleitung , wie das geht. BW                  |  |
| Blomkamp 61 Generalleutnant-Graf-von-Baudissin-Kaserne, zentraler Grünbereich (Lage) | Rainer Kriester      | Tätowierung Skulptur, Kalkstein, 100 × 56 × 62 cm, Bundesbauabteilung Hamburg | 1974            | Kulturbehörde | Bild gesucht Die Wikipedia wünscht sich an dieser Stelle ein Bild vom Ort mit diesen Koordinaten 53.57886 9.85742 . Motiv: Blomkamp 61 Falls du dabei helfen möchtest, erklärt die Anleitung , wie das geht. BW                  |  |
| Blomkamp 61 Generalleutnant-Graf-von-Baudissin-Kaserne, zentraler Grünbereich (Lage) | Ulrich Beier         | Große Harpyie Skulptur, Arabeskato-Marmor, 125 × 37 × 45 cm, Sockel 40 × 30 × 45 cm, Bundesbauabteilung Hamburg | 1974            | Kulturbehörde | Bild gesucht Die Wikipedia wünscht sich an dieser Stelle ein Bild vom Ort mit diesen Koordinaten 53.57886 9.85742 . Motiv: Blomkamp 61 Falls du dabei helfen möchtest, erklärt die Anleitung , wie das geht. BW                  |  |
| Blomkamp 61 Generalleutnant-Graf-von-Baudissin-Kaserne, zentraler Grünbereich (Lage) | Ulrich Beier         | Herme Skulptur, Astir-Marmor, 157 × 30 × 50 cm, Bundesbauabteilung Hamburg | 1972            | Kulturbehörde | Bild gesucht Die Wikipedia wünscht sich an dieser Stelle ein Bild vom Ort mit diesen Koordinaten 53.57886 9.85742 . Motiv: Blomkamp 61 Falls du dabei helfen möchtest, erklärt die Anleitung , wie das geht. BW                  |  |
| Blomkamp 61 Generalleutnant-Graf-von-Baudissin-Kaserne, zentraler Grünbereich (Lage) | Rainer Kriester      | Großer Kopf mit Händen Skulptur, Kalkstein, 120 × 70 × 85 cm, Bundesbauabteilung Hamburg | 1976            | Kulturbehörde | Bild gesucht Die Wikipedia wünscht sich an dieser Stelle ein Bild vom Ort mit diesen Koordinaten 53.57886 9.85742 . Motiv: Blomkamp 61 Falls du dabei helfen möchtest, erklärt die Anleitung , wie das geht. BW                  |  |
| Blomkamp 61 Generalleutnant-Graf-von-Baudissin-Kaserne, zentraler Grünbereich (Lage) | Wilhelm Loth         | Figur auf dem Bogen Skulptur, Aluminium, 85 × 75 × 200 cm, Bundesbauabteilung Hamburg | 1973            | Kulturbehörde | Bild gesucht Die Wikipedia wünscht sich an dieser Stelle ein Bild vom Ort mit diesen Koordinaten 53.57886 9.85742 . Motiv: Blomkamp 61 Falls du dabei helfen möchtest, erklärt die Anleitung , wie das geht. BW                  |  |
| Blomkamp 61 Generalleutnant-Graf-von-Baudissin-Kaserne, zentraler Grünbereich (Lage) | Michael Schoenholtz  | Liegender Mann Bund | 1978            | Kulturbehörde | Bild gesucht Die Wikipedia wünscht sich an dieser Stelle ein Bild vom Ort mit diesen Koordinaten 53.57886 9.85742 . Motiv: Blomkamp 61 Falls du dabei helfen möchtest, erklärt die Anleitung , wie das geht. BW                  |  |
| Bornheide 10 Ladenzeile (Lage)                                                       | Fritz Fleer          | Große Oceanide Bronzeskulptur einer schwimmenden Frau (Okeanide), ursprünglich stand das Podest in einem Wasserbecken. Ankauf durch die SAGA.                                                                             | 1970            | Kulturbehörde | weitere Bilder |  |
| Bornheide 25 Ecke Achtern Born (Lage)                                                | Doris Waschk-Balz    | Aufsteigender Bronzeplastik (Akt) eines Mannes, der eine Wendeltreppe emporsteigt. Ankauf durch SAGA. | 1970            | Kulturbehörde | weitere Bilder |  |
| Bornheide / Immenbusch 27 (Lage)                                                     | unbekannt            | Dino-Wiese | 2005            | Kulturbehörde | weitere Bilder |  |
| Bornheide / Immenbusch 29 gegenüber Born Center (Lage)                               | Hans Kock            | Reliefwände zweiteilige Arbeit, Ankauf durch SAGA | 1971            | Kulturbehörde | weitere Bilder |  |
| Hans-Christian-Andersen-Park Harderweg/Knabeweg (Lage)                               | Jan Amelung          | Märchenfiguren König, Andersen-Thron mit Märchenmotiven, Seeschlange, drei Schweine, Sesselrunde, Seejungfrau. Bezirksauftrag                                                                                             | 2007            | Kulturbehörde | Bild gesucht Die Wikipedia wünscht sich an dieser Stelle ein Bild vom Ort mit diesen Koordinaten 53.57468 9.85382 . Motiv: Hans-Christian-Andersen-Park Falls du dabei helfen möchtest, erklärt die Anleitung , wie das geht. BW |  |
| Immenbusch 18 Grünanlage vor dem Wohnblock Immenbusch 12/20 (Lage)                   | Edgar Augustin       | Liegende Bronzeplastik eines weiblichen Aktes, Ankauf durch SAGA | 1970            | Kulturbehörde | weitere Bilder |  |
| Knabeweg 16 Kita Knabeweg, westliche Stirnwand (Lage)                                | Hans Twesten         | Vogel-Relief Bronze-Relief, das acht Vögel zeigt. Ankauf im Rahmen von „Kunst am Bau“. | 1961            | Kulturbehörde | weitere Bilder |  |
| Knabeweg 3 Lise-Meitner-Gymnasium (Lage)                                             | HD Schrader          | Steinspirale (Kommunikationszentrum) KaB | 1981            | Kulturbehörde | Bild gesucht Die Wikipedia wünscht sich an dieser Stelle ein Bild vom Ort mit diesen Koordinaten 53.5738 9.85586 . Motiv: Knabeweg 3 Falls du dabei helfen möchtest, erklärt die Anleitung , wie das geht. BW                    |  |
| Kroonhorst 25 Schule Kroonhorst, vor Eingang (Lage)                                  | Karl Heinz Engelin   | Drei Aufwärtsschwünge KaB | 1970–1971       | Kulturbehörde | weitere Bilder |  |
| Lesebergweg 6 (Lage)                                                                 | Seff Weidl           | Steinbock Bronzeplastik eines Steinbocks, Ankauf durch SAGA | 1969            | Kulturbehörde | weitere Bilder |  |
| Loki-Schmidt-Garten (Lage)                                                           | Wolf Voss            | Zeitstein vermutlich Direkterwerb Uni | 1993            | Kulturbehörde | |  |
| Loki-Schmidt-Garten (Lage)                                                           | Maren Lipp           | Mensch und Tier Leihgabe der Künstlerin oder Direkterwerb? | 1983            | Kulturbehörde | |  |
| Loki-Schmidt-Garten neben dem Garten der Sinne (Lage)                                | Maren Lipp           | Frauentorso Bronze-Skulptur, Leihgabe der Künstlerin | 1986            | Kulturbehörde | weitere Bilder |  |
| Loki-Schmidt-Garten (Lage)                                                           | Jörn Brede           | Gartenobjekt Auftrag / Ausleihe Uni? | ?               | Kulturbehörde | Bild gesucht Die Wikipedia wünscht sich an dieser Stelle ein Bild vom Ort mit diesen Koordinaten 53.56205 9.85749 . Motiv: Loki-Schmidt-Garten Falls du dabei helfen möchtest, erklärt die Anleitung , wie das geht. BW          |  |
| Loki-Schmidt-Garten südlich des Pflanzen-System (Lage)                               | Sascha Braunstein    | Magnolienblüte 1:10 Auftrag / Ausleihe Uni? | 1990            | Kulturbehörde | weitere Bilder |  |
| Loki-Schmidt-Garten erste Wegkreuzung (Lage)                                         | Manfred Sihle-Wissel | Loki Schmidt vermutlich Direkterwerb Uni Hamburg, bürgerliche Denkmalkultur | 2006            | Kulturbehörde | weitere Bilder |  |
| Loki-Schmidt-Garten Eingang Ohnhorststraße (Lage)                                    | Waldemar Otto        | Adam ißt die Frucht – Adam plündert das Paradies (KK: Adam ißt den Apfel) KaB | 1982 (KK: 1980) | Kulturbehörde | weitere Bilder |  |
| Loki-Schmidt-Garten Rosengarten, am See (Lage)                                       | W. Schröder          | Max James Emden Bronzeplastik eines Mannes, der auf einer Parkbank sitzt. Die Arbeit soll an Max Emden erinnern, der als Jude verfolgt wurde und auf dessen geraubtem Land der Park errichtet wurde. Ankauf durch privat. | 2021            | Abendblatt    | weitere Bilder |  |
| Loki-Schmidt-Garten Rosengarten, am See (Lage)                                       | Klaus-Jürgen Luckey  | Stilisierter Bambus Bronzeplastik für einen Brunnen |                 | Abendblatt    | weitere Bilder |  |
| Wesperloh 19 Schule Wesperloh, Treppenhaus des Kreuzbau (Lage)                       | Helmuth Heinsohn     | Organisches und Anorganisches zweiteilige Arbeit, KaB | 1961            | Kulturbehörde | Bild gesucht Die Wikipedia wünscht sich an dieser Stelle ein Bild vom Ort mit diesen Koordinaten 53.57556 9.86147 . Motiv: Wesperloh 19 Falls du dabei helfen möchtest, erklärt die Anleitung , wie das geht. BW                 |  |